# 瓦克弗凱比爾
瓦克弗凱比爾是土耳其的城鎮，由特拉布宗省負責管轄，位於該國東北部，距離首府特拉布宗約40公里，面積143平方公里，2011年人口13,916。

## 外部連結
- District governor's official website （页面存档备份，存于） （土耳其文）
- District municipality's official website （页面存档备份，存于） （土耳其文）

41°2′50.98″N 39°16′47.29″E / 41.0474944°N 39.2798028°E